# Amt Haynsburg
Das Amt Haynsburg war eine zum Hochstift Naumburg und zwischen 1656/57 und 1718 zum Sekundogenitur-Fürstentum Sachsen-Zeitz gehörige territoriale Verwaltungseinheit des Kurfürstentums Sachsen. Bis zur Abtretung an das Königreich Preußen im Jahre 1815 bildete das seit 1792 mit dem Amt Zeitz vereinigte Amt Haynsburg den räumlichen Bezugspunkt für die Einforderung landesherrlicher Abgaben und Frondienste, für Polizei, Rechtsprechung und Heeresfolge.

## Geographische Lage
Das Amt Haynsburg lag im südlichen Sachsen-Anhalt im heutigen Burgenlandkreis und im nördlichen Thüringen, dem heutigen Saale-Holzland-Kreis.

## Geschichte
Haynsburg fiel 1295 bzw. 1305 an das Bistum Naumburg-Zeitz. Ein Vogt ist erstmals 1466 in Haynsburg nachweisbar. Bis zum Anfang des 16. Jahrhunderts hat sich in Haynsburg ein eigenes Amt herausgebildet, das später zeitweilig mit Zeitz verwaltet wurde. 1792 fusionierte das Amt Haynsburg endgültig mit dem Amt Zeitz.

### Amt Haynsburg
Nach der Leipziger Teilung 1485 kam das Hochstift Naumburg-Zeitz und seine Ämter unter die Vogtei des ernestinischen Kurfürstentums Sachsen. Im Zuge der Einführung der Reformation wurden die bisherigen katholischen Klöster aufgelöst. Seit 1542 stand dem Hochstift ein evangelischer Bischof vor.
Durch die Wittenberger Kapitulation im Jahr 1547 nahm der Einfluss der Ernestiner auf das Hochstift Naumburg-Zeitz gegenüber dem nun albertinischen Kurfürstentum Sachsen ab. Der albertinische Herzog und nunmehrige Kurfürst Moritz von Sachsen erhielt die Schutzherrschaft über das Stiftsland Naumburg-Zeitz. Nach dem Tod des letzten Naumburger Bischofs Julius von Pflug im Jahre 1564 ging das Hochstift mit seinen Ämtern an den albertinischen Kurfürsten August I. von Sachsen als Administrator über. Es wurde somit Nebenland des Kurfürstentums Sachsen, welches keinem kursächsischen Kreis zugeordnet war. Zwischen 1656/57 und 1718 gehörte das Amt Haynsburg zum wettinischen Sekundogenitur-Fürstentum Sachsen-Zeitz. Es wurde vom neuerrichteten Schloss Moritzburg an der Elster in Zeitz aus regiert.

## Bestandteile
- Breitenbach
- Crossen
- Dietendorf
- Dobersdorf
- Goßra
- Haynsburg
- Katersdorf
- Koßweda
- Mannsdorf (1/2)
- Mödelstein, Vorwerk
- Nickelsdorf
- Nöben
- Raba
- Rosenthal
- Rossendorf
- Salsitz (1/2)
- Sautzschen
- Schkauditz (1/2)
- Schlottweh
- Tauchlitz[3]